# Alosa de les dunes
L'alosa de les dunes (Calendulauda erythrochlamys) és una espècie d'ocell de la família dels alàudids (Alaudidae).

## Hàbitat i distribució
Habita dunes de sorra amb herba Aristida, de Namíbia occidental.